# Literatura moderna

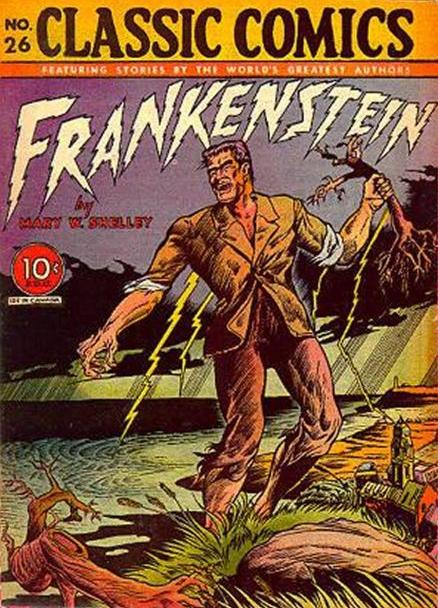
Tant la novel·la Frankenstein, de Mary Shelley, com els còmics, pertanyen a la literatura moderna

Literatura moderna i literatura contemporània són expressions que se solen usar indistintament a la bibliografia per a referir-se a la literatura de l'edat contemporània, definida com el període des de la revolució francesa, l'any 1789, fins avui.
Pertany a l'art modern i l'art contemporani, i com en ell, es valoren els estils i corrents estètics i ideològics més que els cronològics. Així, la història de la literatura moderna és la de mètodes que s'han triat i que s'han descartat, sense haver una evolució lineal continuada. En el cas de les llengües de l'Estat espanyol, per causes polítiques, la teoria de la literatura moderna va entrar molt fragmentada i tardanament.

## Història

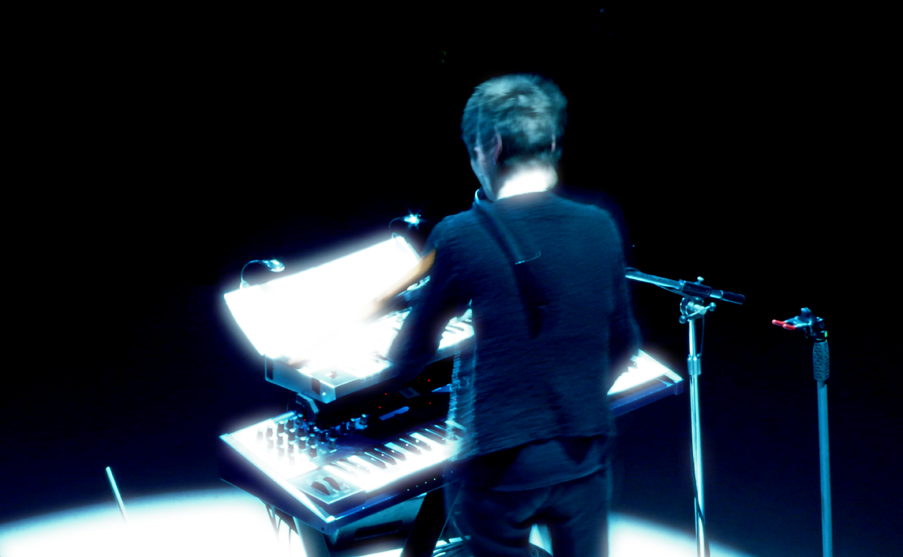
L'escriptora contemporània Laurie Anderson

Es considera la literatura romàntica com la que es va donar a Europa des de les darreres dècades del segle xviii fins al segle xix. La literatura del segle XIX inclou moviments com la literatura de l'absurd, destacant el teatre de l'absurd, i va ser l'edat d'or de la literatura russa. L'edat de plata de la literatura russa abasta tradicionalment les dues primeres dècades del segle xx, de vegades incloent-hi el final del segle xix, es refereix especialment a la poesia. A la resta del món occidental, la literatura realista va ser el corrent de la segona meitat del segle xix.
El decadentisme és un moviment que es va manifestar en la literatura europea de finals del segle xix, com a transició entre el romanticisme i el modernisme, mentre que la literatura catalana es denomina renaixença a la producció entre 1833 i 1892. La literatura avantguardista engloba totes aquelles obres escrites al final del segle xix i principis de segle xx. La literatura modernista catalana es va donar a la darrera dècada del segle xix i durant la primera del xx, mentre que l'anglosaxona va tenir el seu apogeu entre els anys 1900 i 1940, més o menys durant el noucentisme català.
El realisme màgic és un moviment del segle XX al món occidental. La literatura del segle XX conté nombrosos moviments, com la literatura postmodernista o, a la literatura catalana, el realisme històric. Als Estats Units, inclou moviments com la Generació perduda i la literatura de la dècada de 1970.

## Literatura a l'edat moderna

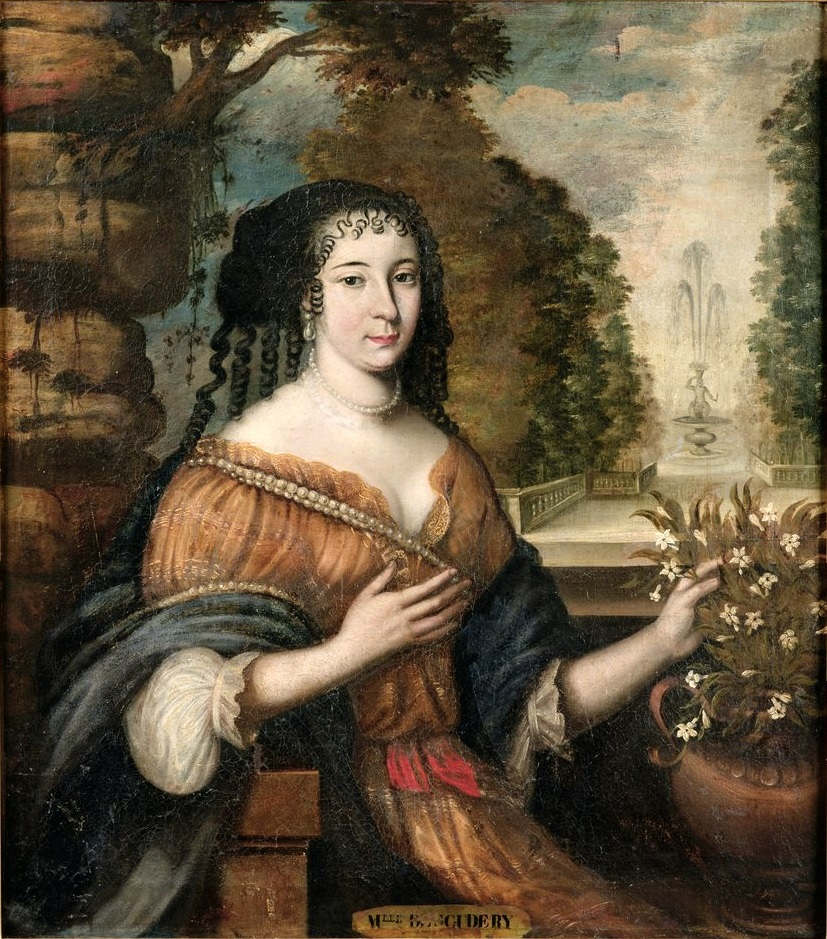
L'obra literària de Madeleine de Scudéry va marcar l'apogeu del preciosisme, al segle XVII

Per tant, el terme "literatura moderna" no se sol aplicar a la literatura de l'edat moderna. Per a parlar de la literatura en aquest temps a Europa es parla sovint del Renaixement (literatura renaixentista), als segles XV (literatura del segle XV) i XVI, i de la Il·lustració, al segle xviii. També s'usen a la literatura algunes de les etiquetes encunyades originàriament per als estils artístics plàstics, com el barroc (literatura barroca) per al segle xvii i la primera meitat del segle xviii, i el neoclassicisme (Literatura neoclàssica), identificat amb la Il·lustració (o més aviat amb la segona meitat del segle xviii). Menys sovint es parla de manierisme, per a la segona meitat del segle xvi i el començament del segle xvii, i del rococó, per la primera meitat del segle xviii (literatura del segle XVIII).